# Extindere simplă
În teoria corpurilor o extindere simplă este o extindere de corp care este generată de adjuncția unui singur element. Extinderile simple sunt bine înțelese și pot fi complet clasificate.
Teorema elementului primitiv oferă o caracterizare a extinderilor simple finite.

## Definiție
O extindere de corp L/K se numește extindere simplă dacă există un element θ din L
{\displaystyle L=K(\theta ).}
Elementul θ se numește element primitiv, sau element generator al extinderii; se spune că L este generat peste K de θ.
Orice corp finit este o extindere simplă a unui corp prim cu aceeași caracteristică. Mai precis, dacă p este un număr prim și {\displaystyle q=p^{d}} corpul {\displaystyle \mathbb {F} _{q}} al elementelor q este o extindere simplă de gradul d al {\displaystyle \mathbb {F} _{p}.} Aceasta înseamnă că este generată de un element θ care este rădăcina unui polinom ireductibil de grad d. Însă în acest caz θ nu este denumit de obicei element primitiv, chiar dacă se potrivește definiției din paragraful anterior.
Motivul este că în cazul corpurilor finite există o definiție diferită a elementului primitiv. Un element primitiv⁠(d) al unui corp finit este de obicei definit ca un generator al grupului multiplicativ. Mai exact, prin mica teoremă a lui Fermat, elementele nenule ale lui {\displaystyle \mathbb {F} _{q}} (adică grupul său multiplicativ) sunt rădăcinile ecuației
{\displaystyle x^{q-1}-1=0,}
care este a (q−1)-a rădăcină a unității. Prin urmare, în acest context, un element primitiv este a (q−1)-a rădăcină a unității, care este generatorul grupului multiplicativ al elementelor nenule ale corpului. În mod clar, un element primitiv al grupului este un element primitiv al corpului, dar inversa este falsă.
Astfel, definiția generală impune ca fiecare element al corpului să poată fi exprimat ca polinom în generator, în timp ce pentru corpurile finite fiecare element diferit de zero al corpului este o putere pură a elementului primitiv. Pentru a deosebi aceste semnificații se pot utiliza expresiile elementul primitiv al corpului L peste K pentru noțiunea generală și elementul primitiv al grupului pentru noțiunea de corp finit.

## Structura unei extinderi simple
Dacă L este o extindere simplă a K generată de θ, atunci ea este cel mai mic corp care conține atât K, cât și θ. Aceasta înseamnă că fiecare element din L poate fi obținut din elementele K și θ prin operații de corp finit (adunare, scădere, înmulțire și împărțire).
Fie inel de polinoame⁠(d) K[X]. Una dintre proprietățile sale principale este că există un homomorfism de inele⁠(d) unic
{\displaystyle {\begin{aligned}\varphi :K[X]&\rightarrow L\\p(X)&\mapsto p(\theta )\,.\end{aligned}}}
Pot apărea două cazuri.
Dacă {\displaystyle \varphi } este o funcție injectivă, ea poate fi extinsă pe corpul fracțiilor K(X) lui K[X]. Cum s-a presupus că L este generat de θ, asta implică faptul că {\displaystyle \varphi } este un izomorfism al K(X) pe L. Asta implică faptul că orice element al L este egal cu o fracție ireductibilă de polinoame în θ, și că două astfel de fracții ireductibile sunt egale dacă și numai dacă una se poate transforma în cealaltă prin înmulțirea numărătorului și numitorului cu același element nenul din K.
Dacă {\displaystyle \varphi } nu este o funcție injectivă, fie p(X) un generator al nucleului său, care este astfel polinomul minimal al θ. Imaginea lui {\displaystyle \varphi } este un subinel al L, iar prin asta un domeniu de integritate. Aceasta implică faptul că p este un polinom ireductibil, iar prin asta inelul factor {\displaystyle K[X]/\langle p\rangle } este un corp. Cum L este generat de θ, {\displaystyle \varphi } este surjectivă, iar {\displaystyle \varphi } induce un izomorfism al {\displaystyle K[X]/\langle p\rangle } pe L. Asta implică faptul că orice element din L este egal cu polinomul unic în θ de grad mai mic decât gradul extinderii.

## Exemple
- C:R (generat de i)
- Q({\displaystyle {\sqrt {2}}}):Q (generat de {\displaystyle {\sqrt {2}}}), mai general, orice corp de numere⁠(d) (adică o extindere finită a Q) este o extindere simplă Q(α) pentru α. De exemplu, {\displaystyle \mathbf {Q} ({\sqrt {3}},{\sqrt {7}})} este generat de {\displaystyle {\sqrt {3}}+{\sqrt {7}}}.
- F(X):F (generat de X).